# Hiro Mashima
Hiro Mashima (真島 ヒロ, Mashima Hiro) is een Japans mangaka. Van 1999 tot 2005 vergaarde hij succes met de manga Rave Master, welke werd uitgegeven in Kodansha's Weekly Shonen Magazine. Van 2006 tot 2017 publiceerde hij Fairy Tail. Fairy Tail won de Kodansha Manga Prijs voor shonen manga in 2009. Mashima won ook de International Spotlight prijs van de Harvey Awards in 2017 en de Fauve Special Prijs op het Internationaal stripfestival van Angoulême in 2018.

## Jeugd
Mashima wilde reeds als kind mangaka worden. Zijn vader was ook een kunstenaar die er van droomde om een professionele carrière op te bouwen, maar hij stierf toen Mashima nog jong was. Mashima woonde in een bergachtige omgeving. Zijn grootvader bracht hem regelmatig afgedankte manga, die Mashima natekende nadat hij ze uitgelezen had. Na het middelbaar ging hij studeren aan een hogeschool voor mangaka. Hij werkte zijn studies echter niet af.

## Carrière
Na het winnen van een wedstrijd, begon Mashima in 1999 aan zijn eerste reeks. Deze droeg de titel Rave Master en werd uitgegeven in Weekly Shonen Magazine. Rave Master liep tot 2005 en werd in 2001-2002 verwerkt tot de anime Groove Adventure Rave
In 2003 verzamelde hij een aantal one-shots in twee Tankōbon getiteld Mashima-en.
Van 2005 tot 2007 werkte Mashima aan Monster Soul. Dit werk werd gepubliceerd in Comic BomBom.
Tijdens zijn werk aan Rave Master begon Mashima reeds aan het prototype voor Fairy Tail. Fairy Tail werd in Kodansha's Weekly Shonen Magazine uitgegeven in 2006. De reeks werd later verwerkt tot een anime.
Van 2008 tot 2009 werkte Mashima aan Monster Hunter Orage. Deze manga is gebaseerd op de Monster Hunter franchise. 
In 2008 tekende hij ook een herwerking van Atsushi Kase's komische manga Chameleon. Dit deed hij in functie van het vijftigjarige jubileum van Weekly Shonen Magazine.
In 2011 creëerde Mashima een cross-over van Rave en Fairy Tail. De strip werd uitgegeven in het Weekly Shonen Magazine. In augustus 2013 kwam een OVA bewerking uit.
In 2013 bracht Weekly Shonen Magazine een cross-over uit tussen Fairy Tail en Nakaba Suzuki's The Seven Deadly Sins. Beide mangaka tekenden een yonkoma met personages van elkaars manga. Een cross-over hoofdstuk tussen beiden volgde in december 2013.
Mashima's Fairy Tail inspireerde verscheidene andere werken. Van 2014 tot 2015 had Fairy Tail een eigen maandelijks tijdschrift getiteld Monthly Fairy Tail. Mashima's prequel manga Fairy Tail Zero werd er in uitgegeven. In 2014 volgden ook drie spin-offs: Fairy Tail: Ice Trail van Yusuke Shirato, Fairy Tail Blue Mistral van Rui Watanabe en Fairy Girls van Boku. Kyota Shibano's Fairy Tail Side Stories werden uitgegeven op 30 juli 2015 in Kodansha's gratis Magazine Pocket app.

## Stijl en invloed
Als kind hield Mashima van Akira Toriyama's Dragon Ball en Dragon Quest. Yudetamago's Kinnikuman was ook een bron van inspiratie voor zijn latere beroepskeuze. Als kind keek en las hij ook veel werken van Hayao Miyazaki. In 2008 duidde hij Code Geass als een huidige inspiratiebron aan. In 2011 stelde hij dat Berserk zijn favoriete manga was.
Mashima had in 2008 zes assistenten. In 2011 werkte hij 17 uur per dag gedurende zes dagen per week. Een van zijn assistenten was Miki Yoshikawa. Yoshikawa tekende later de romantische komedies Flunk Punk Rumble en Yamada-kun and the Seven Witches. In 2008 creëerden Mashima en Yoshikawa samen de cross-over manga Fairy Megane. Twee andere assistenten die later zelf aan de slag gingen als mangaka zijn Shin Mikuni, die Spray King tekende, en Ueda Yui, de auteur van Tsukushi Biyori.

## Oeuvre

### Manga
- Magician (1998, one-shot) – debuut
- Rave Master (Weekly Shonen Magazine, 1999–2005, 35 volumes)
  - Plue's Dog Diaries (プルーの犬日記, 2002–07)
- Hiro Mashima's Playground (ましまえん, Mashima-en, 2003) – verzameling one-shots
  - Magician (マジシャン, Majishan)
  - Fairy Tale (フェアリー・テール, Feari Teru)
  - Cocona (ココナ, Kokona)
  - The Adventures of Plue Part 2 (プルーの冒険日記II, Puru Boken Nikki II)
  - Bad Boys Song (バット ボーイズ ソング, Baddo Boizu Songu)
  - Magic Party (マジックパーティー, Majikku Pati)
  - Xmas Hearts (クリスマス ハーツ, Kurisumasu Hatsu)
  - Fighting Force Mixture (混合戦隊ミクスチャー, Kongo Sentai Mikusucha)
- Monster Soul (Comic BomBom, 2005–07, 2 volumes)
- Fairy Tail (Weekly Shonen Magazine, 2006–2017, 63 volumes)
  - Fairy Tail Zero (Monthly Fairy Tail Magazine, 2014–2015, 1 volume)
- Chameleon (Weekly Shonen Jump, 2008) – one-shot herwerking van Atsushi Kase's Chameleon
- Monster Hunter Orage (Monthly Shonen Rival, 2008–09, 4 volumes)
- Nishikaze to Taiyou (西風と太陽, Nishikaze to Taiyou, 2010, one-shot)
- Hoshigami no Satsuki (星咬の皐月, Hoshigami no Satsuki, 2014, one-shot)
- Edens Zero (Weekly Shonen Magazine, 2018–heden)

### Overig werk
- Sangokushi Taisen
- Respect Gundam
- Bakemonogatari
- Fairy Tail 100 Years Quest

- Bibsys: 8015244
- Biblioteca Nacional de España: XX1740081
- Bibliothèque nationale de France: cb14491263z (data)
- Catàleg d'autoritats de noms i títols de Catalunya: 981058605049206706
- CiNii: DA17210493
- Gemeinsame Normdatei: 128688262
- International Standard Name Identifier: 0000 0000 4075 0982
- Library of Congress Control Number: n2005006590
- MusicBrainz: 355ebe76-c9d0-4604-ace3-9651efb8a1d3
- Bibliotheek van het Japanse parlement: 00795795
- Nationale bibliotheek van Australië: 53749543
- Réseau des bibliothèques de Suisse occidentale: 02-A013081340
- Système universitaire de documentation: 084049634
- Trove: 1537826
- Virtual International Authority File: 32225957
- WorldCat: E39PBJxmJmxXb7bqBK3xbY8pyd